# Travail fantôme

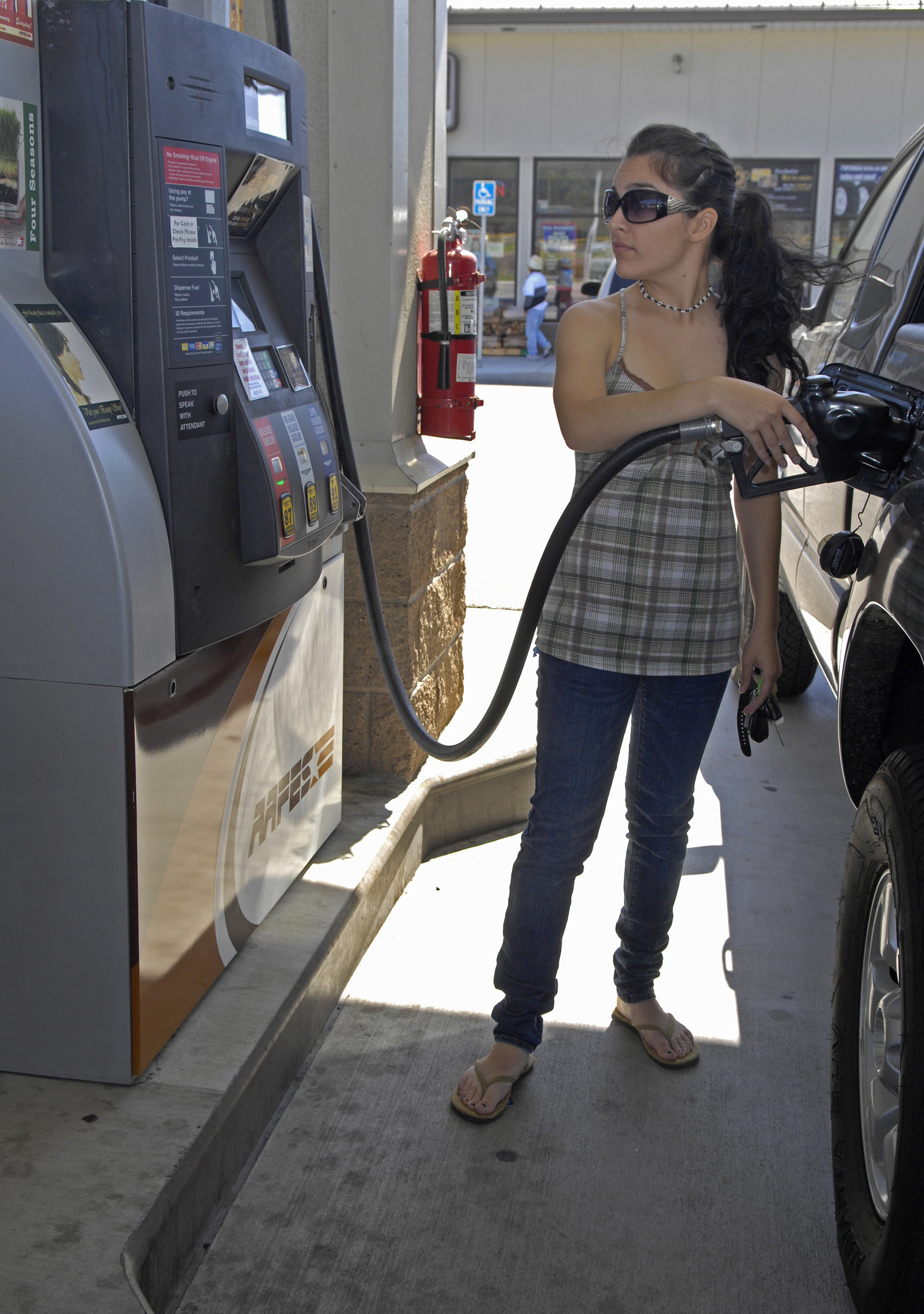
Photographie d'une femme remplissant le réservoir de carburant de sa voiture à une pompe à essence, exemple de travail fantôme

Le travail fantôme (en anglais : shadow work), en économie, est le travail non rétribué réalisé par tout un chacun dans la société actuelle. Le terme a été utilisé pour la première fois par Ivan Illich.
Dans la présentation de l'ouvrage « De tous et de toutes  est exigée de façon croissante une masse d'efforts non rétribués, non reconnus, non avoués, sans lesquels pourtant l'économie de la société industrielle n'existerait pas, car sa machine s'en nourrit : travail fantôme de la ménagère, du consommateur de soins, de l'étudiant infantilisé dans un apprentissage stérile, du banlieusard perdant au sens propre son temps à aller au travail ».
Des exemples de travail fantôme peuvent être les activités des usagers aux automates de service (retirer de l'argent aux Distributeur automatique de billet (DAB), peser et affranchir son courrier, "se servir" aux pompes à essence, s'enregistrer aux aéroports, passer ses produits en caisse à la caisse libre-service d'un supermarché).
La mère ou le père au foyer, le travail masculin ou féminin à la maison sont des exemples de travail invisible. Ces activités qui sont indispensables pour le bon fonctionnement du capitalisme. C'est un domaine de recherche apparaissant dans les années 1960 sur les activités productives réalisées en dehors des lieux de production.

## Travail fantôme et capitalisme de plateforme
Le travail fantôme numérique, aussi appelé « Digital Labor » ou « Digital platform labor » est un marché en expansion. Il se définit par l’ensemble des tâches non rémunérées ou non reconnues effectuées tous les jours sur une plateforme électronique qui créent de la richesse à un parti extérieur. Ce travail invisible réalisé par la grande majorité de la population constitue une force de travail numérique qui s’ignore et qui n’a pas conscience de produire de la valeur.
Le travail fantôme numérique prend forme, à cause de la capitalisation des plateformes. Celle-ci tente d'avoir le plus grand profit en limitant la masse salariale. Elles sont considérées comme des « entités hybrides ( car elles sont à la fois des marchés et des entreprises ) ». Ces entreprises ont plusieurs formes, telle que la monétisation des données ou la mise en relation produits consommateur. Cependant, elles ont toutes le même objectif, c’est-à-dire, capter la valeur produite par les utilisateurs et l’utiliser pour créer de la richesse.

### Les données personnelles
Les données personnelles des utilisateurs constituent une grande partie du travail fantôme qui influence l'économie des plateformes. Les données numériques produites par les activités des usagers effectuées sur l'ensemble des plateformes sont d'une grande valeur puisque  « La donnée, c'est le nerf de la guerre. » Ce travail des utilisateurs est fait de manière invisible et souvent sous une forme ludique. C’est pourquoi les réseaux sociaux sont des plateformes où beaucoup de données sont captées grâce à la contribution des usagers, parfois sans qu'ils s'en aperçoivent.  Du fait de cette contribution, les utilisateurs peuvent être qualifiés de producteurs - consommateurs puisque les plateformes extraient une valeur de leurs activités. Pour les entreprises, cette production de données et de contenus non rémunérés des utilisateurs est une opportunité sur laquelle ils s’appuient et basent un énorme marché du clic. L’intérêt porté à ces masses de données s’explique par le fait que celles-ci sont indispensables pour entraîner les algorithmes. Par exemple, « Le cas classique est la note que le passager laisse au chauffeur Uber. C'est une donnée qui qualifie le service, qui sert à la plateforme pour optimiser son algorithme et ses prestations.». L’utilisateur donne ainsi son opinion et produit une donnée qui est ensuite utilisée pour construire un algorithme de plateforme. Les réseaux sociaux utilisent le même principe. Les applications comme Instagram s'appuient beaucoup sur leurs utilisateurs qui sont en majorité non rémunérés pour créer du contenu et aider les algorithmes à le classer. La publication instagram en elle-même est une donnée, mais l’utilisateur "travaille" surtout pour l’entreprise lorsqu’il laisse des likes ou met des hashtags. Ces deux réactions aident les entreprises à entraîner leur algorithme. 
Antonio Casilli affirme que les entreprises ont un grand intérêt pour nos données et nos réactions interactives, car elles sont indispensables à la construction d'algorithmes. Ce sont les humains, grâce à leurs comportements sur les différentes plateformes numériques, qui « enseignent aux systèmes d’apprentissage automatique à fonctionner sans faille. »
Selon Craig Lambert, auteur de l'ouvrage Shadow work, les entreprises sont bien plus intéressées par nos masses de données que par notre individu vivant. 

### Les travailleurs du clic
Le travail fantôme sur le Web et les plateformes numériques est également effectué par un autre type d’usager, les "travailleurs du clic". Ce sont des travailleurs essentiels, mais invisibles qui ont comme rôle d’effectuer « des micro-tâches où l’intelligence humaine est nécessaire au bon fonctionnement des intelligences artificielles ». Ce travail du clic effectué par ces travailleurs, souvent de leur domicile, consiste à traiter des données et s’assurer du bon résultat des algorithmes. En plus de faire le travail demandé par l'entreprise, ces travailleurs améliorent les bases de données essentielles à l'entraînement des algorithmes et au fonctionnement des plateformes.